# Condado de Starr
El condado de Starr es uno de los 254 condados del Estado estadounidense de Texas. La sede del condado es Rio Grande City, al igual que su mayor ciudad. El condado tiene un área de 3.184 km² (de los cuales 16 km² están cubiertos por agua), la población es de 53.597 habitantes, para una densidad de población de 17 hab/km² (según censo nacional de 2000). Este condado fue fundado en 1848.

## Demografía
Para el censo de 2000, había 53.597 personas, 14.410 cabezas de familia, y 12.666 familias residiendo en el condado. La densidad de población era de 44 habitantes por milla cuadrada.
La composición racial del condado era:
- 87,92% blancos
- 0,15% negros o negros americanos
- 0,25% nativos americanos
- 0,28% asiáticos
- 0,04% isleños
- 9,91% otras razas
- 1,46% de dos o más razas.

Había 14.410 cabezas de familia, de las cuales el 54,70% tenían menores de 18 años viviendo con ellas, el 66,50% eran parejas casadas viviendo juntas, el 17,40% eran mujeres cabeza de familia monoparental (sin cónyuge), y 12,10% no eran familias.
El tamaño promedio de una familia era de 4,01 miembros.
En el condado el 37,40% de la población tenía menos de 18 años, el 11,00% tenía de 18 a 24 años, el 27,10% tenía de 25 a 44, el 16,30% de 45 a 64, y el 8,20% eran mayores de 65 años. La edad promedio era de 26 años. Por cada 100 mujeres había 94,20 hombres. Por cada 100 mujeres mayores de 18 años había 88,10 hombres.

## Localidades

### Lugares designados por el censo
- Airport Heights
- Alto Bonito
- Alto Bonito Heights
- Amada Acres
- Anacua
- B and E
- Barrera
- Benjamin Perez
- Buena Vista
- Camargito
- Campo Verdo
- Casa Blanca
- Casas
- Chaparrito
- Chapeno
- Delmita
- East Alto Bonito
- East Lopez
- El Brazil
- El Castillo
- El Cenizo
- El Chaparral
- El Mesquite
- El Quiote
- El Rancho Vela
- El Refugio
- El Socio
- Elias-Fela Solis
- Escobar I
- Eugenio Saenz
- Evergreen
- Falcon Heights
- Falcon Village
- Falconaire
- Fernando Salinas
- Flor del Río
- Fronton
- Fronton Ranchettes
- Garceno
- Garciasville
- Garza-Salinas II
- Guadalupe-Guerra
- Gutiérrez
- H. Cuellar Estates
- Hilltop
- Indio
- Jardín de San Julián
- JF Villareal
- La Carla
- La Casita
- La Chuparosa
- La Escondida
- La Esperanza
- La Loma de Falcon
- La Minita
- La Paloma Ranchettes
- La Puerta
- La Rosita
- La Victoria
- Lago Vista
- Las Lomas
- Loma Linda East
- Loma Linda West
- Loma Vista
- Longoria
- Los Álvarez
- Los Arrieros
- Los Barreras
- Los Ébanos
- Los Villareales
- Manuel Garcia
- Manuel Garcia II
- Martínez
- Mesquite
- Miguel Barrera
- Mikes
- Mi Ranchito Estate
- Moraida
- Narciso Pena
- Netos
- Nina
- North Escobares
- Northridge
- Old Escobares
- Olivia Lopez de Gutiérrez
- Olmito and Olmito
- Pablo Pena
- Palo Blanco
- Pena
- Quesada
- Rafael Pena
- Ramírez-Perez
- Ramos
- Ranchitos del Norte
- Rancho Viejo
- Regino Ramírez
- Rivera
- Rivereno
- Roma Creek
- Salineño
- Salineño North
- Sammy Martínez
- San Fernando
- San Isidro
- San Juan
- Sandoval
- Santa Anna
- Santa Cruz
- Santa Rosa
- Santel
- Tierra Dorada
- Valle Hermoso
- Valle Vista
- Victoria Vera
- Villareal
- West Alto Bonito
- Zarate

### Áreas no incorporadas
- La Gloria
- La Reforma
- Santa Catarina
- Santa Elena

## Economía
Los ingresos medios de una cabeza de familia del condado eran de USD$16.504 y el ingreso medio familiar era de $17.556. Los hombres tenían unos ingresos medios de $17.398 frente a $13.533 de las mujeres. El ingreso per cápita del condado era de $7.069. El 47,40% de las familias y el 50,90% de la población estaban debajo de la línea de pobreza. Del total de gente en esta situación, 59,40% tenían menos de 18 y el 43,30% tenían 65 años o más.